# Krystalizacja
Krystalizacja – proces powstawania fazy krystalicznej z fazy stałej (amorficznej), fazy ciekłej (substancji stopionej lub jej roztworu) lub fazy gazowej. Krystalizacja jest zwykle procesem egzotermicznym. Przeprowadza się ją w celu wyodrębnienia związku chemicznego z roztworu. Mieszaniny jednorodne cieczy (rozpuszczalnik) i ciała stałego (substancja rozpuszczona) mają graniczne stężenie, w którym rozpoczyna się proces krystalizacji.

## Krystalizacja z fazy ciekłej
Krystalizacja z fazy ciekłej jest powszechnie występującym zjawiskiem w naturze. Większość związków chemicznych ma ściśle określoną temperaturę, w której ulega krystalizacji. W przypadku mieszanin temperatura krystalizacji zależy od składu mieszaniny.
Krystalizacja z fazy ciekłej ma ogromne znaczenie technologiczne przy obróbce cieplnej takich materiałów jak metale, tworzywa sztuczne, sztuczne i naturalne włókna, oraz szkło.
Zwykle proces krystalizacji przebiega w czterech częściach zwanych fazami:
- nukleacja (zarodkowanie) - powstawanie zarodków krystalizacji, czyli miejsc, od których kryształy zaczynają powstawać
- swobodny wzrost pojedynczych kryształów zwany propagacją krystalizacji
- reorganizacja warstwy powierzchniowej i powstawanie tzw. mikrostruktury krystalicznej
- zlepianie się pojedynczych kryształów w większe struktury

Przy odpowiednim doborze warunków krystalizacji może ona zatrzymać się na drugim etapie, dzięki czemu uzyskuje się monokryształy, które nie są zlepkami małych kryształków tylko jednorodnymi dużymi kryształami. Zwykle jednak występują wszystkie cztery etapy. Liczba i rozkład przestrzenny zarodków, szybkość i stopień doskonałości propagacji oraz sposób w jaki odbywa się trzecia faza krystalizacji są silnie zależne od warunków ich prowadzenia takich jak szybkości chłodzenia, czystości materiału, kształtu naczynia itp. Przebieg krystalizacji ma decydujące znaczenie na mikrostrukturę skrystalizowanego materiału, co powoduje, że warunki krystalizacji mają ogromny wpływ na własności mechaniczne materiałów, które przerabia się przez topienie i ponowne zestalanie (metale, tworzywa sztuczne i szkło).

### Krystalizacja z roztworu
Proces krystalizacji z roztworu przeprowadza się zwykle w celu wyodrębnienia i oczyszczenia wybranego związku chemicznego. Każdy układ rozpuszczalnik - związek chemiczny ma pewne graniczne stężenie, zwane stężeniem nasycenia, od którego rozpoczyna się krystalizacja. Stężenie to z reguły maleje ze spadkiem temperatury. Krystalizację z roztworu przeprowadza się poprzez schłodzenie roztworu lub odparowanie rozpuszczalnika. Można też przeprowadzać krystalizację dodając stopniowo do roztworu ciecz, w której nie rozpuszcza się jeden z jego składników. Szczególną techniką krystalizacji z roztworu są tzw. metody kroplowe, np. metoda wiszącej kropli.
Proces ten odbywa się w podobny sposób jak zwykła krystalizacja z fazy ciekłej, większe jednak znaczenie ma tu pierwszy i drugi etap krystalizacji, a trzeciego etapu można łatwiej uniknąć.

## Krystalizacja z fazy gazowej
Polega na krystalizacji par lub faz z plazmy na powierzchni docelowej lub zalążkach krystalizacji. Połączenie naniesionej powłoki i podłoża ma charakter adhezyjny i zależy od czystości podłoża, dlatego też stosuje się chemiczne (zgrubne) i jonowe (dokładne) metody oczyszczania powierzchni. Celem procesu jest wytworzenie cienkich warstw modyfikujących fizyczne i chemiczne własności powierzchni.

## Rekrystalizacja
Przez rekrystalizację rozumie się powtórną krystalizację po przejściu substancji w stan ciekły, jak i zmianę struktury krystalicznej w ciele stałym. 

### Preparatyka chemiczna
W preparatyce chemicznej rekrystalizacją określa się rozpuszczenie substancji uzyskanej w stanie krystalicznym i jej powtórną krystalizację. Rekrystalizację przeprowadza się w celu otrzymania produktu o wyższej czystości lub uzyskania kryształów lepszej jakości.

### Metaloznawstwo
Powstające w wyniku krystalizacji ciało polikrystaliczne składa się z krystalitów oddzielonych amorficznymi warstwami. Układ ten nie przechodzi w stan ostatecznie trwały, w szczególności dotyczy to odlewów metali. W miarę upływu czasu zachodzi rekrystalizacja, polegająca na zmianie struktury ziaren, zwana starzeniem. Deformacja plastyczna ciał polikrystalicznych zmienia strukturę ziaren, w wyniku takich zmian powstaje struktura o większej energii. Zjawisko to zachodzi podczas obróbki plastycznej metali na zimno. W metalach rekrystalizacja zachodzi powyżej pewnej temperatury, dlatego stosuje się podgrzewanie ciał i utrzymanie ich w stanie podgrzania tak by zaszła rekrystalizacja, proces ten określany jest wyżarzaniem. 

### Geologia
Rekrystalizacja w geologii oznacza wtórną krystalizację minerałów. Polega najczęściej na przekształceniu się drobnokrystalicznych skupień mineralnych w grubokrystaliczne. Zachodzi głównie podczas diagenezy i metamorfizmu.